# Нюхательная соль

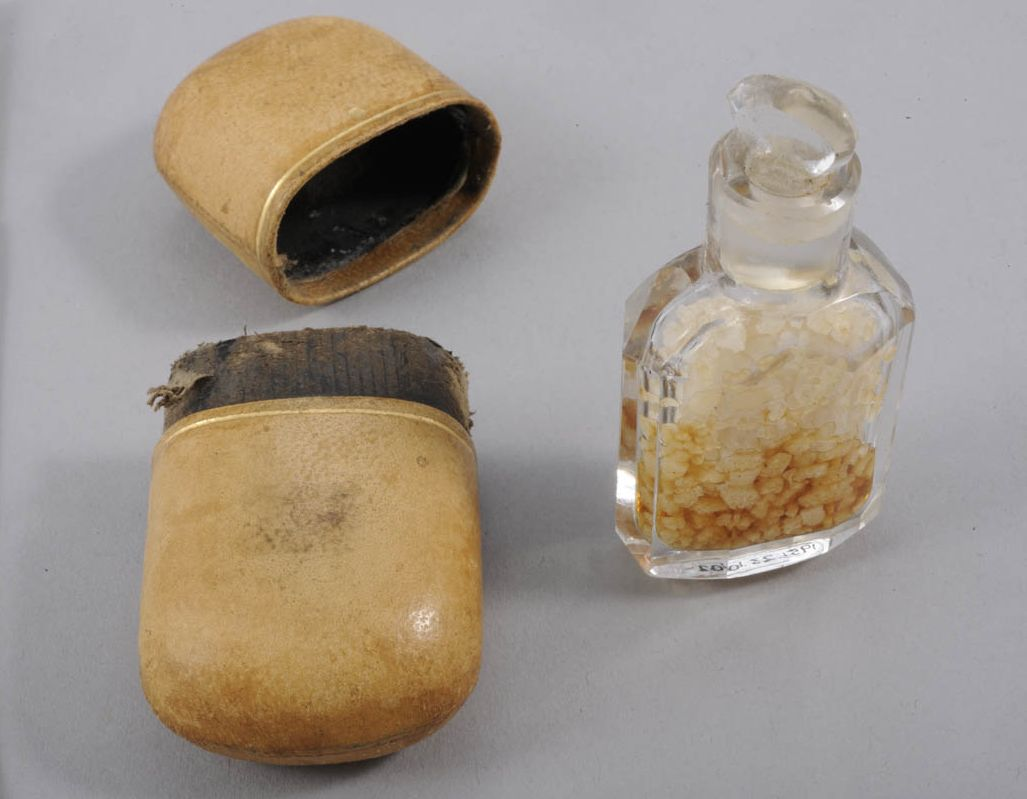
Стеклянный флакон для нюхательной соли и футляр, XVIII век

Нюхательная соль — сильнопахнущая ароматическая смесь, как правило, имеющая в своем составе карбонат аммония; в XVIII—XIX веках широко применялась для оказания первой помощи при обмороках. В более широком смысле — лекарственная форма, при которой применение осуществляется посредством вдыхания летучих лекарственных веществ через нос.

## Компоненты
Основным компонентом нюхательной соли были, как правило, карбонат аммония или нашатырный спирт, смешанные с ароматическими маслами или духами, чаще всего лавандовыми. К примеру Соль Престона (фр. Sel de Preston, англ. Preston salts) состояла из «смеси в равных весовых количествах нашатыря или угольно-аммиачной соли с гашеной известью и небольшим количеством лимонного, лавандового и тимьянового масел». При производстве так называемой неистощимой соли (inexhaustible salt) использовались крупные кристаллы сернокислого калия, смоченные смесью из нашатырного спирта с несколькими каплями розмаринового, лавандового, бергамотного и фиалкового масел. К «кислым» нюхательным солям добавляют куски уксуснонатриевой или же уксуснокалиевой соли, смоченные уксусной кислотой (5—6 % от веса соли).

## История

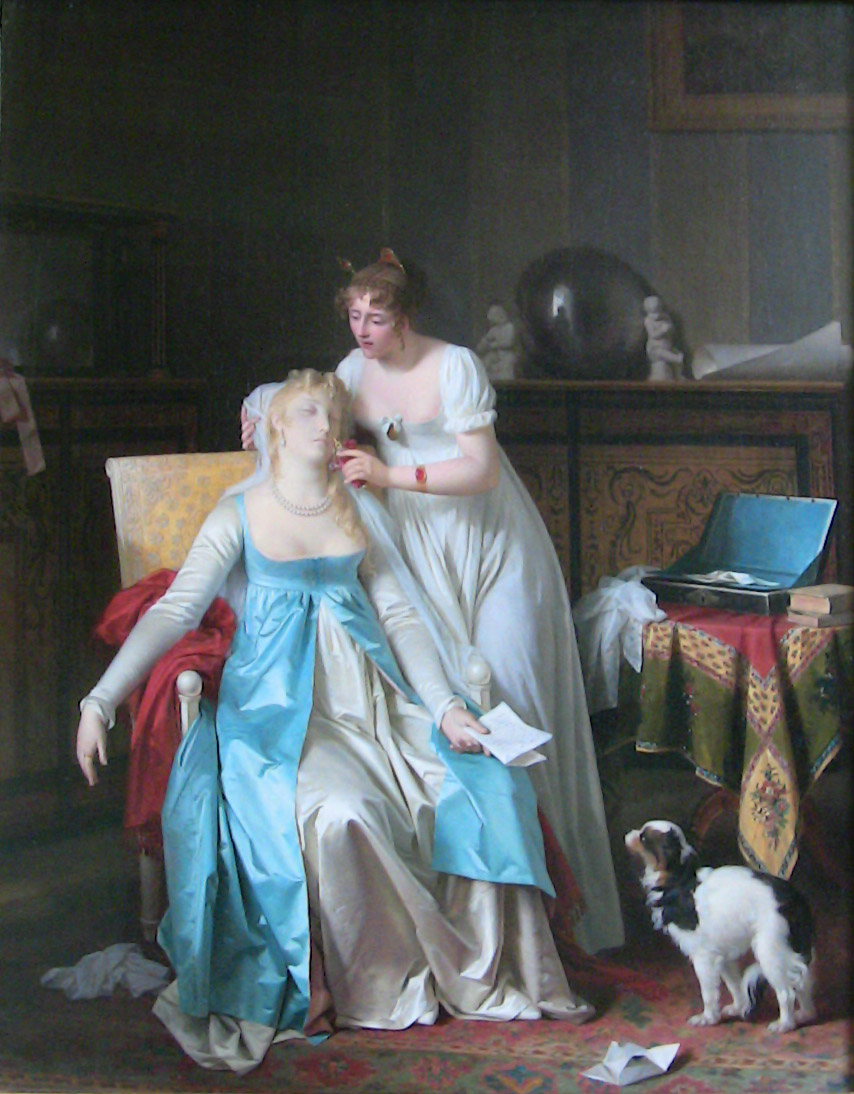
Маргерит Жерар. Плохие новости. 1804 г.

Первые свидетельства об употреблении аммиачной соли и нашатырного спирта относятся, самое позднее, к эпохе Древнего Рима. Известно также, что соединения аммония были известны алхимикам под разными названиями. В XVII веке голландский врач и химик Франциск Сильвий предложил лекарственную форму, при которой лекарственные компоненты попадают в организм человека путем вдыхания летучих веществ. В XVII веке нюхательную соль производили путем дистилляции рогов и копыт животных, преимущественно оленей, благодаря чему производимое вещество получило название «соль оленьих рогов».
В Европе и Америке нюхательные соли были популярны в XVII—XIX веках в качестве средства от обмороков. В ту эпоху женщины и некоторые мужчины носили корсеты, сдавливавшие грудь и уменьшавшие объём легких. Вследствие этого малейшее волнение или физическая нагрузка, сопровождающиеся учащением пульса, приводили к обмороку от недостаточного поступления кислорода в мозг. Первой помощью при такого рода неприятностях было ослабить на человеке одежду (желательным, но не всегда возможным было также распустить шнуровку корсета) и поднести нюхательную соль. Соли хранили в плотно закупоренных пузырьках и флакончиках, зачастую декоративных, и держали под рукой или же носили с собой.
Аммиак, обладающий резким запахом, способствовал возбуждению дыхательного центра и повышению артериального давления, благодаря чему человек в состоянии обморока или опьянения приходил в себя. Некоторые аристократы приобретали зависимость от нюхательной соли и вдыхали её регулярно по принципу нюхательного табака, чтобы «взбодриться». Как и почти все аксессуары эпохи галантного века, флакончики с нюхательной солью использовались как элемент флирта, куртуазной игры.
В форме нюхательных флакончиков аммиачные соли вышли из широкого употребления к середине XX века; нашатырный спирт продолжает использоваться во многих странах по тому же принципу до сих пор.